# Daniel Leblanc-Poirier
Daniel Leblanc-Poirier est un écrivain acadien né en 1984 au Nouveau-Brunswick (Canada).

## Biographie
Prenant part au courant littéraire post-punk, Daniel Leblanc-Poirier a fait paraître plusieurs livres qui lui ont valu divers prix dont le prix Félix-Leclerc de la poésie pour son recueil La lune n'aura pas de chandelier publié aux éditions de l'Hexagone en 2007. En 2018, son recueil de poésie 911, paru chez le même éditeur, a été finaliste au Prix des libraires du Québec. Son premier roman, Le Cinquième Corridor,, a été finaliste au prix Antonine-Maillet ainsi qu'au prix Champlain. L'ouvrage s'est aussi classé parmi les 10 titres acadiens indispensables de la revue Les libraires et a été traduit vers l'espagnol,. Ses livres, célébrés par la critique,, abordent souvent les questions de la dépendance. Daniel Leblanc-Poirier est adepte d'une poésie démocratique, voire naïve et lubrique,. Son travail se caractérise par le traitement de sujets sombres avec un lexique lumineux, ce qui lui permet de créer un effet de contraste.   

## Œuvre
- La Lune n'aura pas de chandelier, recueil de poèmes, l'Hexagone, Montréal, 2007
- Gyrophares de danse parfaite, recueil de poèmes, Les Éditions de l'Écrou, Montréal, 2010
- Le Naufrage des colibris, recueil de poèmes, Les Éditions de l'Écrou, Montréal, 2013
- Le Cinquième Corridor, roman, Perce-Neige, Moncton, 2015
- Le Deuil tardif des camélias, roman, l'Interligne, Ottawa, 2016
- 911, recueil de poèmes, l'Hexagone, Montréal, 2017
- Nouveau Système, roman, Hamac (Septentrion), Québec (ville), 2017
- Fuck you, recueil de poèmes, l'Hexagone, Montréal, 2019
- Zoo, recueil de poèmes, Les Éditions de l'Écrou, Montréal, 2019
- Mélasse, recueil de poèmes, l'Hexagone, Montréal, 2020
- La disparition des miroirs, roman, VLB éditeur, Montréal, 2021
- Laval, recueil de poèmes, Del Busso, Montréal, 2023
- Labyrinthe tonkinois, recueil de poèmes, Éditions Mains libres, Montréal, 2023

## Chroniqueur
Daniel Leblanc-Poirier est collaborateur à diverses émissions de la radio de Radio-Canada. On peut entendre régulièrement sa chronique "Des lettres et des notes" à L'Effet Pogonat sur ICI Musique.

## Chanson
Daniel Leblanc-Poirier est aussi auteur-compositeur de chansons pour d'autres artistes.
Son propre album Caramel est lancé en décembre 2014. En mai 2021, il a fait paraitre un single de rap intitulé "Comptes de banque" sous le pseudonyme DLP.

## Prix et distinctions
- Prix Félix-Leclerc de la poésie, 2009
- Prix Zénob-Jean-Lafrenière du festival international de la poésie de Trois-Rivières, 2010
- Lauréat, Gala de l'académie de la vie littéraire, 2014
- Finaliste, prix Antonine-Maillet, 2015
- Finaliste, prix Champlain, 2016
- Finaliste, prix des libraires du Québec, 2018